# Work Records
 (juillet 2017).
Si vous disposez d'ouvrages ou d'articles de référence ou si vous connaissez des sites web de qualité traitant du thème abordé ici, merci de compléter l'article en donnant les références utiles à sa vérifiabilité et en les liant à la section « Notes et références ».
Work Records, ou simplement Work, est un label discographique néerlandais orienté vers la musique house.
Sous-label de Rhythm Import Records de 1996 à 2006, depuis 2012, il fait partie des 28 sous-label de Spinnin' Records.
Des artistes comme Trent Cantrelle, Olav Basoski, Friscia & Lamboy, Aevion, Shermanology ou encore DJ Antoine y ont déjà signé.